# Bandvingad ullkrage
Bandvingad ullkrage (Pseudocolaptes lawrencii) är en fågel i familjen ugnfåglar inom ordningen tättingar. Den förekommer i Costa Rica och Panama.

## Utbredning och systematik
Bandvingad ullkrage förekommer i Costa Rica and Panama.  Den behandlas vanligen som monotypisk, det vill säga att den inte delas in i några underarter. Chocóullkrage (P. johnsoni) behandlades tidigare ofta som en underart till bandvingad ullkrage.

## Status
IUCN kategoriserar arten som livskraftig.